# 黒沢淳
黒沢 淳（くろさわ じゅん、1963年 - ）は日本のテレビプロデューサー・ディレクター。

## 人物
既婚。2児の父。身長167cm。埼玉県川越市出身。
野菜が極度に苦手である。特に人参が苦手。
息子の名前をカムチャイパイにしようとしたことがある。
趣味は箱根駅伝観戦

## 来歴
1963年生まれ。劇団「愛望諸成舞台」「秘法零番館」「あれが噂の電撃隊！」にて活動。
上智大学英文学科卒業後、1986年に株式会社テレパック入社。
鶴橋康夫、龍至政美、鴨下信一、石橋冠、久野浩平、大山勝美、吉野洋、大室清、大熊邦也、清弘誠等の助監督を経て（特に、讀賣テレビ時代の鶴橋康夫監督と、テレパック小橋智子プロデューサーに長年師事）、以来一貫して作品創りの現場に携わり、多くのヒット作品をプロデュースしている。

## 主な作品

### プロデュース
- 「家族になろうよ!」（1998年2月、TBS系列「花王 愛の劇場」）
- 「心室細動」（1998年11月、ABC・テレビ朝日系列「サントリーミステリースペシャル」）
- 「天使の傷痕」（2001年7月、TX系列「女と愛とミステリー」）
- 「虹のかなた」（2004年8月、毎日放送・TBS系「ドラマ30」）
- 「松本清張スペシャル・指 スターになりたい!他人を蹴落とし誰とでも寝るわ…」（2006年2月、日本テレビ系列）
- 「がきんちょ〜リターン・キッズ〜」（2006年7月、MBS）
- 「坊ちゃん先生」（2007年2月、日本テレビ系列）
- 「愛の流刑地」（2007年3月、日本テレビ系列）
- 「お・ばんざい!」（2007年9月、毎日放送・TBS系「ドラマ30」）
- 「スイート10〜最後の恋人〜」（2008年3月、TBS系列「花王 愛の劇場」）
- 「キャットストリート」（2008年8月、NHK「ドラマ8」）
- 「イキガミ」（2008年9月、東宝）
- 「刑事殺し」第2作第3作（2008年、2009年8月、テレビ朝日系列「土曜ワイド劇場」）
- 「漂流ネットカフェ」（2009年4月、毎日放送「金曜ナイト劇場」）
- 「Wの悲劇」（2010年1月、TBS系列「TBSスペシャルドラマ 夏樹静子・作家40周年記念サスペンス特別企画」）
- 「八日目の蝉」（2010年3月、NHK「ドラマ10」）[1]。
- 「なぜ君は絶望と闘えたのか」（2010年9月、WOWOW）
- 「モリのアサガオ」（2010年10月、TX系列）[2]
- 「「棘の街」～白骨死体は初恋の人の愛息！母親失格！帰郷刑事待つ同窓生の暗い秘密」（2011年6月、ABC・テレビ朝日系列）
- 「魔術はささやく」（2011年9月、フジテレビ系列「金曜プレステージ」）
- 「カレ、夫、男友達」（2011年11月、NHK「ドラマ10」）
- 「キルトの家」（2012年1月、NHK「土曜ドラマスペシャル」）[2]
- 「浪花少年探偵団」（2012年7月、TBS系列「パナソニック ドラマシアター」）[3]。
- 「アナザーフェイス 刑事総務課・大友鉄」（2012年5月、ABC・テレビ朝日系列）
- 「つるかめ助産院〜南の島から〜」（2012年8月、NHK「ドラマ10」）
- 「リセット」（2012年9月、MBS）
- 「悪党」（2012年11月、CX）
- 「女と男の熱帯」（2013年1月 - 2月、WOWOW）
- 「激流〜私を憶えていますか?〜」（2013年6月 - 8月、NHK「ドラマ10」）
- 「私という運命について」（2014年3月 - 4月、WOWOW「連続ドラマW」）
- 「珈琲屋の人々」（2014年4月、NHK BSプレミアム）
- 「ラスト・ドクター〜監察医アキタの検死報告〜」（2014年7月、TX系列「金曜8時のドラマ」）
- 「マザーズ ３人の母」（2014年10月、中京テレビ）
- 「全盲の僕が弁護士になった理由」（2014年12月、TBS系列）[4]
- 「だから荒野」（2015年1月、NHK BSプレミアム）
- 「検事・沢木正夫」第3作「共犯者」（2015年1月、TX系列「水曜ミステリー9」）
- 「黒い看護婦」（2015年2月、フジテレビ系列「赤と黒のゲキジョー」）[5]。
- 「決断」（2015年3月、TX系列「水曜ミステリー9」）
- 「ボクの妻と結婚してください。」（2015年１月、NHK BSプレミアム）[6]。
- 「誤断」（2015年11月 - 12月、WOWOW）
- 「44歳のチアリーダー」（2015年12月、NHK BSプレミアム）
- 「マザーズ １７歳の実母」（2015年12月、中京テレビ）
- 「水族館ガール」（2016年6月 - 9月、NHK「ドラマ10」）
- 「模倣犯」（2016年9月、テレビ東京）
- 「マザーズ 母たちの願い」（2016年10月、中京テレビ）
- 「愛を乞うひと」（2017年1月、読売テレビ・日本テレビ）
- 「冬芽の人」（2017年4月、テレビ東京）
- 「社長室の冬」（2017年4月 - 5月、WOWOW）
- 「沈黙法廷」（2017年9月 - 10月、WOWOW）
- 「マザーズ 野宿の妊婦」（2017年10月、中京テレビ）
- 「片想い」（2017年10月 - 11月、WOWOW）
- 「命売ります（2018年1月 - 3月、テレビ東京系列BSジャパン)
- 「執事 西園寺の名推理」（2018年4月 - 6月、TX系列「金曜8時のドラマ」）
- 「琥珀の夢」（2018年10月、テレビ東京）
- 「マザーズ 僕には、３人の母がいる」（2018年11月、中京テレビ）
- 「モンローが死んだ日」（2019年1月、NHKBSプレミアム）
- 「みかづき」（2019年1月 - 2月、NHK「土曜ドラマ」）
- 「執事 西園寺の名推理 第2シリーズ」（2019年4月 - 6月、TX系列「金曜8時のドラマ」）
- 「坂の途中の家」（2019年4月 - 6月、WOWOW）
- 「ミラーツインズ Season1」（2019年4月 - 5月、東海テレビ・フジテレビ・WOWOW）
- 「ミラーツインズ Season2」（2019年6月、東海テレビ・フジテレビ・WOWOW）
- 「長閑の庭」（2019年6月、NHK「プレミアムドラマ」）
- 「あの家に暮らす四人の女」（2019年9月、テレビ東京系列）
- 「行列の女神～らーめん才遊記～」（2020年4月 - 6月、テレビ東京）
- 「ギルティ〜この恋は罪ですか?〜」（2020年4月 - 8月、読売テレビ・日本テレビ）
- 「一億円のさようなら」（2020年9月 - 11月、NHK BSプレミアム）
- 「夜がどれほど暗くても」（2020年11月 - 12月、WOWOWプライム）
- 「その女、ジルバ」（2021年1月 - 3月、フジテレビ）
- 「神様のカルテ」（2021年2月 - 3月、テレビ東京）
- 「女王の法医学～屍活師～」（2021年5月、テレビ東京）
- 「准教授・高槻彰良の推察 Season1」（2021年8月 - 9月、東海テレビ・フジテレビ）
- 「准教授・高槻彰良の推察 Season2」（2021年10月 - 11月、東海テレビ・フジテレビ）
- 「女王の法医学～屍活師～2」（2022年3月、テレビ東京）
- 「正体」（2022年3月 - 4月、WOWOW）
- 「正直不動産」（2022年4月 - 6月、NHK総合）
- 「カナカナ」（2022年5月 - 6月、NHK総合）
- 「さよならの向う側」（2022年9月 - 10月、読売テレビ・日本テレビ）
- 「ギバーテイカー」（2023年1月 - 2月、WOWOW）
- 「天使の耳～交通警察の夜」（2023年3月、NHK BS4K）
- 「満天のゴール」（2023年3月、NHK BS4K）
- 「フィクサー Season1」（2023年4月 - 5月、WOWOW）
- 「フィクサー Season2」（2023年7月 - 8月、WOWOW）
- 「フィクサー Season3」（2023年10月 - 11月、WOWOW）
- 「ギフテッド Season1 」（2023年8月 - 10月、東海テレビ・フジテレビ・WOWOW）
- 「ギフテッド Season2」（2023年10月 - 12月、東海テレビ・フジテレビ・WOWOW）
- 「正直不動産スペシャル」（2024年1月、NHK総合）
- 「正直不動産2」（2024年1月 - 3月、NHK総合）
- 「パティスリーMON」（2024年1月 - 3月、テレビ東京系列）
- 「クラスメイトの女子、全員好きでした」（2024年7月 - 9月、読売テレビ・日本テレビ系）
- 「さよならのつづき」（2024年11月14日、Netflix）
- 「五十嵐夫妻は偽装他人」（2025年1月9日 - 、テレビ東京系列「ドラマNEXT」）
- 「日本一の最低男 ※私の家族はニセモノだった」（2025年1月9日 - 、フジテレビ「木曜劇場」）
- テレビ東京開局60周年特別企画ドラマスペシャル「晴れたらいいね」（2025年1月10日 - 、Amazon Prime Video、テレビ東京にて3月30日）
- 「リラの花咲くけものみち」（2025年2月1日 - 2月15日、NHK総合）
- 「正直不動産ミネルヴァスペシャル」（2025年2月5日、NHK BSプレミアム）
- 「天城越え (松本清張)」 （2025年3月 - 6月、NHK BS8K、4K、プレミアム）
- 「あおぞらビール」（2025年6月 - 8月、NHK総合）
- 「能面検事」（2025年7月 -）
- 「映画 正直不動産」 （2026年公開）

### 演出
- 「ママは大ピンチ!!」（1996年1月、TBS系列「花王 愛の劇場」）
- 「リミット もしも、わが子が…」（2000年7月、讀賣テレビ）
- 「こちら第三社会部」（2001年10月、TBS系列「ナショナル劇場」）
- 「こちら本池上署 （第一期）」（2002年7月-9月、TBS系列「ナショナル劇場」）
- 「こちら本池上署 （第二期）」（2003年4月-7月、TBS系列「ナショナル劇場」）

### 監督
- 「名探偵キャサリン」（TBS系列「月曜ゴールデン」）

### 受賞歴
- MIPCOM　BUYERS’AWARDSグランプリ「正体」
- 同・奨励賞「愛を乞うひと」

- 文化庁芸術祭ドラマ部門大賞「なぜ君は絶望と闘えたのか」
- 同・優秀賞「マザーズ2014」
- 同・優秀賞「愛を乞うひと」

- ギャラクシー賞・月間賞「キルトの家」
- 同・奨励賞「八日目の蝉」
- 同・奨励賞「水族館ガール」
- 同・マイベストTV月間賞「リラの花咲くけものみち」
- 同・月間賞「なぜ君は絶望と闘えたのか」
- 同・月間賞「私という運命について」
- 同・選奨「その女、ジルバ」

- ATP賞・グランプリ＆最優秀作品賞「八日目の蝉」
- 同・最優秀作品賞「私という運命について」
- 同・最優秀作品賞「クラスメイトの女子、全員好きでした」
- 同・優秀作品賞「なぜ君は絶望と闘えたのか」
- 同・優秀作品賞「つるかめ助産院」
- 同・優秀作品賞「悪党」
- 同・優秀作品賞「冬芽の人」
- 同・優秀作品賞「キャットストリート」
- 同・優秀作品賞「坂の途中の家」
- 同・優秀作品賞「その女、ジルバ」
- 同・奨励賞「正体」

- 民間放送連盟賞・最優秀賞「マザーズ2014」
- 同・優秀賞「坂の途中の家」
- 同・優秀賞「愛を乞うひと」
- 同・優秀賞「その女、ジルバ」
- 同・優秀賞「マザーズ2015」
- 同・優秀賞「フィクサー　Season１」

- A-PAB４K番組アワード　グランプリ＆ドラマ部門最優秀賞「フィクサー　Season１」
- 放送文化基金賞奨励賞「その女、ジルバ」
- 東京ドラマアワード優秀賞「なぜ君は絶望と闘えたのか」
- 同・ローカルドラマ賞「マザーズ2017」
- アジア・太平洋こどもの権利賞2017「愛を乞うひと」　　　ほか